# Primera División (Argentinien) 1952

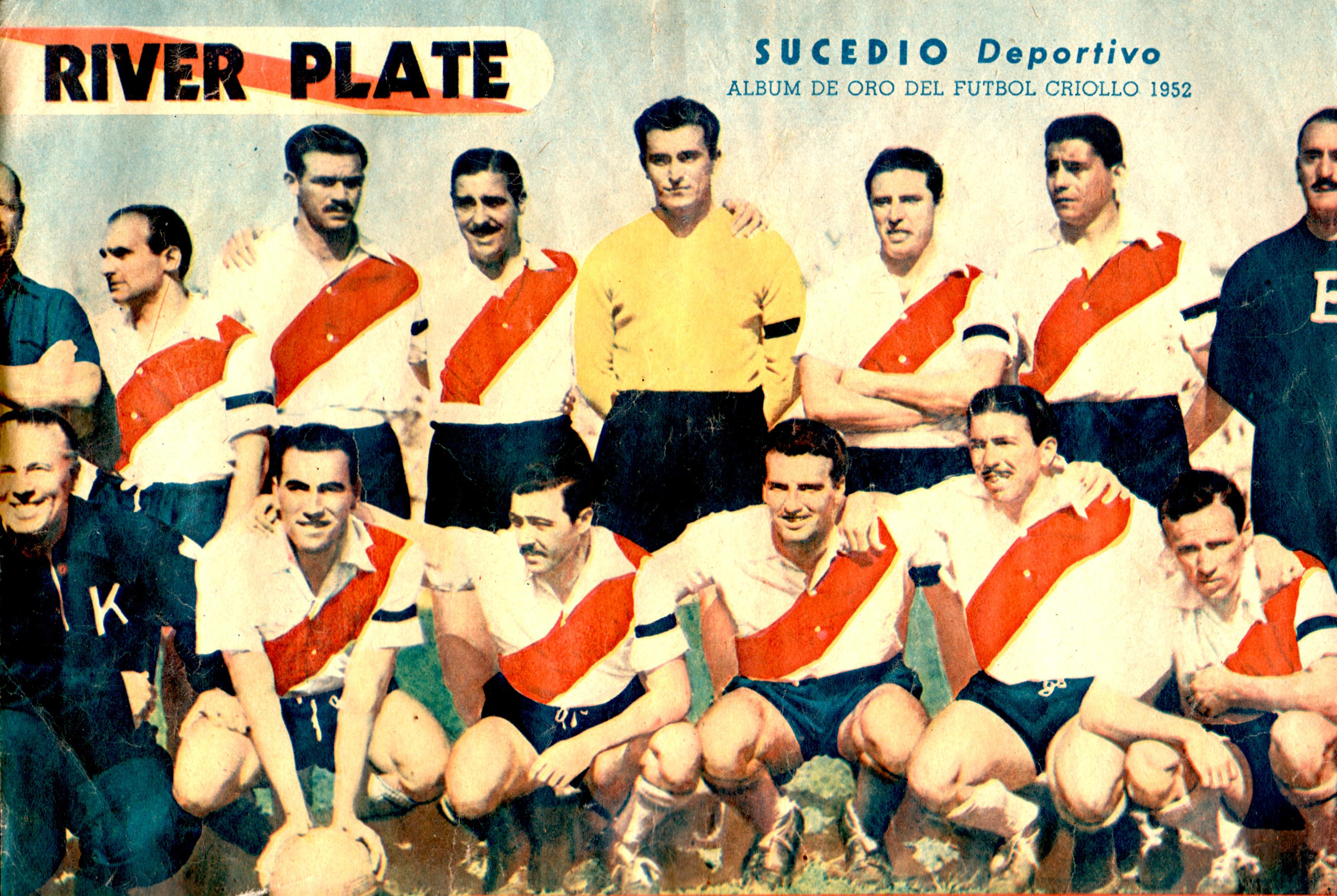
Die Meistermannschaft von CA River Plate (hintere Reihe von links: Norberto Yácono, Juan Carlos Spada, José Ramos, Amadeo Carrizo, Héctor Ferrari, Lidoro Soria; untere Reihe von links: Santiago Vernazza, Walter Gómez, Eliseo Prado, Ángel Labruna, Félix Loustau)

 Die Primera División 1952 war die 22. Spielzeit der argentinischen Fußball-Liga Primera División. Begonnen hatte die Saison am 6. April 1952. Der letzte Spieltag war der 29. November 1952. Als Aufsteiger kam der  CA Rosario Central aus der Primera B Nacional dazu. River Plate beendete die Saison als Meister und wurde damit Nachfolger des Racing Club. In die Primera B Nacional musste Club Atlético Atlanta absteigen.

## Abschlusstabelle
| Pl. | Verein                    | Sp. | S  | U  | N  | Tore    | Diff. | Punkte |
| --- | ------------------------- | --- | -- | -- | -- | ------- | ----- | ------ |
| 1.  | River Plate               | 30  | 17 | 6  | 7  | 065:480 | +17   | 40     |
| 2.  | Racing Club (M)           | 30  | 13 | 13 | 4  | 050:330 | +17   | 39     |
| 3.  | CA Independiente          | 30  | 13 | 9  | 8  | 072:580 | +14   | 35     |
| 4.  | CA Huracán                | 30  | 14 | 7  | 9  | 059:490 | +10   | 35     |
| 5.  | CA Banfield               | 30  | 13 | 7  | 10 | 054:440 | +10   | 33     |
| 6.  | CA Vélez Sarsfield        | 30  | 10 | 12 | 8  | 054:440 | +10   | 32     |
| 7.  | CA Lanús                  | 30  | 12 | 8  | 10 | 054:500 | +4    | 32     |
| 8.  | CA San Lorenzo de Almagro | 30  | 13 | 6  | 11 | 045:470 | −2    | 32     |
| 9.  | CA Platense               | 30  | 12 | 7  | 11 | 067:610 | +6    | 31     |
| 10. | Boca Juniors              | 30  | 11 | 8  | 11 | 050:390 | +11   | 30     |
| 11. | Chacarita Juniors         | 30  | 12 | 5  | 13 | 048:480 | ±0    | 29     |
| 12. | Estudiantes de La Plata   | 30  | 10 | 8  | 12 | 058:540 | +4    | 28     |
| 13. | CA Rosario Central (N)    | 30  | 10 | 7  | 13 | 048:620 | −14   | 27     |
| 14. | Ferro Carril Oeste        | 30  | 9  | 6  | 15 | 038:570 | −19   | 24     |
| 15. | CA Newell’s Old Boys      | 30  | 6  | 11 | 13 | 034:550 | −21   | 23     |
| 16. | Club Atlético Atlanta     | 30  | 2  | 6  | 22 | 052:990 | −47   | 10     |

| (M) | Vorjahres-Meister                                    |
| (N) | Vorjahres-Aufsteiger aus der Primera B Nacional 1951 |

## Meistermannschaft
| River Plate | |
|             | Pascual Adessio, Luis Bravo, Amadeo Carrizo, Carlos Alberto Díaz, Alberto Evaristo, Héctor Ferrari, Augusto Fumero, Alberto Gallo, Walter Gómez, Bernardo Gustavino, Ángel Labruna, Félix Loustau, Alfredo Pérez, Eliseo Prado, José Ramos, Félix Respuela, Pascasio Sola, Lidoro Soria, Juan Carlos Spada, Roberto Tesouro, Octavio Trillini, Julio Venini, Santiago Vernazza, Norberto Yácono, Roberto Zárate Trainer: José María Minella |

## Torschützenliste
| Pl. | Nat.        | Spieler           | Verein           | Tore |
| --- | ----------- | ----------------- | ---------------- | ---- |
| 1   | Argentinien | Eduardo Ricagni   | CA Huracán       | 28   |
| 2   | Argentinien | Óscar Coll        | CA Platense      | 20   |
| 3   | Argentinien | Juan Benavidez    | CA San Lorenzo   | 17   |
| 3   | Argentinien | Santiago Vernazza | River Plate      | 17   |
| 5   | Argentinien | Carlos Lacasia    | CA Independiente | 16   |